# Castelsarrasin
Castelsarrasin là một xã trong vùng Occitanie, thuộc tỉnh Tarn-et-Garonne, quận Castelsarrasin, tổng Castelsarrasin-1 und Castelsarrasin-2. Tọa độ địa lý của xã là 44° 02' vĩ độ bắc, 01° 06' kinh độ đông. Castelsarrasin nằm trên độ cao trung bình là 84 mét trên mực nước biển, có điểm thấp nhất là 61 mét và điểm cao nhất là 97 mét. Xã có diện tích 76,77 km², dân số vào thời điểm 2009 là 13.442 người; mật độ dân số là 148 người/km².

## Thông tin nhân khẩu
| 1962   | 1968   | 1975   | 1982   | 1990   | 1999   | 2009   |
| ------ | ------ | ------ | ------ | ------ | ------ | ------ |
| 10 388 | 11 318 | 10 752 | 10 924 | 11 317 | 11 352 | 13 442 |

## Nhân vật nổi tiếng
- Jean-Martin de Prades (1720–1782), triết gia
- François de Prades
- Pierre Perret (sinh 1934)
- Adrien Alary
- Antoine Laumet (1658−1730)
- Charles de Mazade-Percin (1820−1893), sử gia
- Antonin Delzers (1873−1943),
- Louis de Guiringaud, bộ trưởng Bộ Ngoại giao
- Henri Pottevin (1865−1928),
- Henri Rieunier (1833−1918), đô đốc, bộ trưởng Bộ Hải quân
- Gaston Bénac (1881−1968), nhà báo thể thao
- Frédéric Cayrou (1879−1958)
- Jean Dezos de la Roquette
- Marcelle Duba (1899−1981), nhà thơ nữ

## Địa điểm tham quan
- Nhà thờ Saint-Sauveur
- Nhà thờ Saint-Jean
- Nhà thờ Notre-Dame d'Alem